# Salto (Uruguay)
Salto es la ciudad capital del departamento de Salto, Uruguay. A finales de 2024, la población urbana alcanzaba los 119 937 habitantes y la ciudad propiamente dicha 115 448 personas. Se ubica a 498 km de la capital Montevideo (por rutas 1 y 3) sobre la margen oriental del río Uruguay, frente a la ciudad argentina de Concordia. Con esta última están conectadas mediante la conexión carretera y ferroviaria sobre la represa de Salto Grande, un parque hidroeléctrico binacional construido sobre un extendido salto de agua, que da nombre al departamento. El centro de la ciudad se encuentra a unos 18 km (por ruta) al sur de la presa y su embalse. El aeropuerto Internacional de Salto se encuentra a 3 km al sur de la ciudad y conecta la zona con vuelos regulares a Montevideo y Asunción (Paraguay).

## Historia

### Fundación de Salto

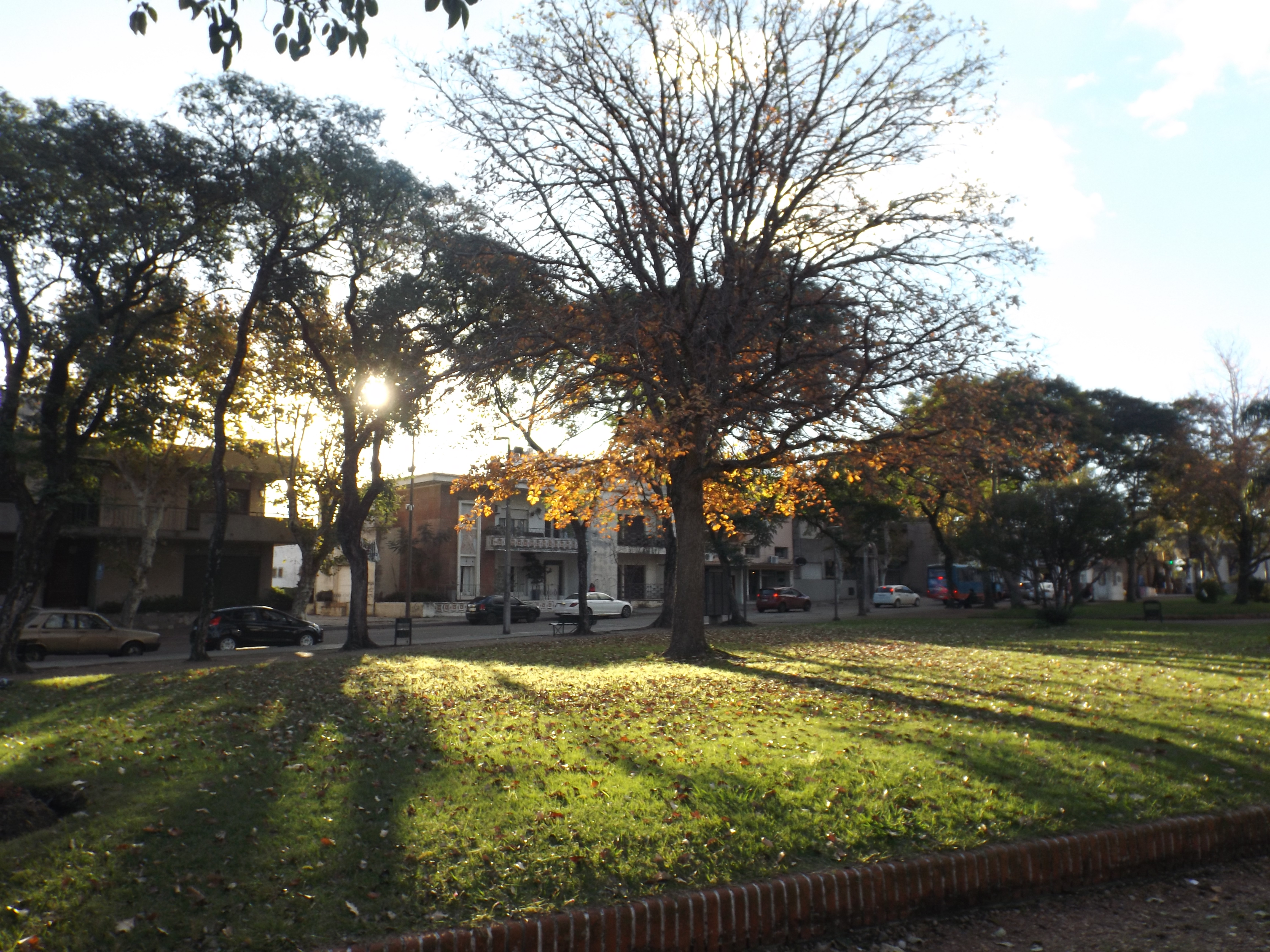
Vista desde Plaza Artigas

De acuerdo a documentación arqueológica, en la zona actual de Salto, existieron poblaciones indígenas caracterizadas por un nivel primitivo de civilización por lo menos desde hace unos 10 000 años. Los guaraníes llamabanYtú al salto de agua originario sobre el río Uruguay, producto del afloramiento de rocas en su lecho. El primer asentamiento regular verificable en la zona se da a partir de la década de 1750, cuando se hace presente allí un contingente militar español.
Durante la Guerra Guaranítica, el gobernador del Río de la Plata, José de Andonaegui, y el marqués de Valdelirios le solicitaron al gobernador de Montevideo José Joaquín de Viana, trasladarse al norte com un ejército de 400 hombres para activar la conclusión del Tratado de Madrid.
Para la mayoría de los historiadores, y de acuerdo a la historia oficial, el proceso fundacional de la ciudad de Salto se inició el 8 de noviembre de 1756, cuando un grupo de españoles a cargo del gobernador José Joaquín de Viana, que se dirigían al encuentro con el Marqués de Valdelirios -quién era el encargado para la monarquía española de fijar límites con su similar portugués-, hicieron en el lugar una escala, construyendo allí algunos galpones y ranchos para su tropa, a partir de entonces se formó la población. Sin embargo, existen otras posiciones, que postulan la formación de la ciudad salteña a partir de un aluvión progresivo con un origen luso-brasileño.
En 1757 Viana y su superior el gobernador de Buenos Aires Pedro de Cevallos, edificaron un fuerte denominado Fuerte de San Antonio, y allí dejaron 100 hombres porque no podían seguir la navegación por el río Uruguay a causa del Salto Grande. El fuerte tenía una capilla, que quedó bajo la advocación de San Antonio de Padua.
También en esa época pasaron unas tropas españolas, que sirvieron para poner fin a uno de los sitios de los portugueses a la Colonia del Sacramento. Las instalaciones sirvieron durante siete años para abastecer al ejército. Fueron abandonadas en 1763.

### Exilio de los jesuitas
El 16 de junio de 1768 las construcciones referidas fueron ocupadas por Francisco de Paula Bucarelli junto a 1500 soldados para ratificar la expulsión de los jesuitas de todo territorio español, tal y como había mandado el rey Carlos III, especialmente los de las misiones. Empezaron capturando en la Reducción de Yapeyú al principal sacerdote de la Compañía de Jesús. El fuerte de San Antonio sirvió para depósito de armas y posteriormente como cárcel para la mayoría de los sacerdotes, que luego fueron llevados a Buenos Aires o a ultramar. Mientras Bucarelli capturaba a los jesuitas, el teniente Nicolás García cuidaba del fuerte y tres embarcaciones. El fuerte y el pueblo de Yapeyú fueron destrozados por la gran creciente del río. El complejo militar fue reconstruido tiempo después en un sitio cercano, aunque esa vez del lado occidental del río Uruguay, en la actual Concordia, para que este actuara como nudo fluvial-carretero. A comienzos del año 1782 ese asentamiento ya tenía habitantes permanentes.

### De éxodo a pueblo oriental
El 12 de febrero de 1811 Francisco Javier de Elío declaró la guerra a la Junta de Buenos Aires. Por esa razón Artigas abandonó su cargo en Colonia, dominada por los españoles, y se ofreció a la Junta. Tiempo después Montevideo estuvo sitiada al mando de José Rondeau y de Artigas, por lo que Elío pidió ayuda a Portugal. Posteriormente los españoles y la Junta de Buenos Aires tuvieron que firmar un acuerdo, ya que Buenos Aires estaba bloqueada por mar y Montevideo por tierra. Por un acuerdo de armisticio se decidió que se levantaran el sitio de Montevideo y el bloqueo del Río de la Plata. Por lo tanto, Artigas se tuvo que retirar al norte apoyado por varias personas (se dice que eran 11.000!); ese hecho recibió el nombre de Éxodo del Pueblo Oriental, que ellos mismos llamaron la Redota.
Los integrantes del Éxodo del Pueblo Oriental acamparon un mes a orillas del río Uruguay, en diciembre de 1811, muy próximos a Salto. En ese lugar la Junta de Buenos Aires otorgó el título de Teniente Gobernador, Justicia Mayor y Capitán del Departamento Yapeyú y sus partidos a Artigas. Este, como conductor del éxodo, realizó un relevamiento, que recibió el nombre de Padrón de familias orientales, con la gente que lo seguía. Comprobó que 6000 eran militares y 4500 civiles, aproximadamente, además de 846 carruajes. Había más de 10 000 personas en total; algunos eran personajes relevantes de la historia uruguaya, por ejemplo la madre del general Juan Antonio Lavalleja y los padres de Rivera; otros pocos pertenecían al patriciado Oriental. Todos estaban dispuestos a cruzar el río por la presión de las fuerzas de Montevideo y de Brasil, entonces colonia portuguesa.
Aunque se había firmado el armisticio, en Salto ocurrieron varios hechos violentos. El mayor Manoel dos Santos Pedroso y un ejército de 300 hombres habían matado personas y quemando pastizales. Artigas resolvió el 18 de diciembre de 1811, a tal efecto, armar un ejército de 952 hombres al mando del capitán Manuel Pintos Carneiro. El fin de esta tropa era que Manoel y su ejército se fueran de ese predio. El 21 de diciembre Pintos le pidió formalmente que abandonara el terreno, lo que no sucedió, y Carneiro decidió atacar, con lo que el mayor huyó a las sierras de Yarao.
Un viajero paraguayo que visitó el campamento cuando estaba en Salto dijo: Toda esta costa del Uruguay está poblada de familias que salieron de Montevideo; unas bajo las carretas, otras bajo los árboles y todas a la inclemencia del tiempo, pero con tanta conformidad y gusto que causan admiración.
El cruce se realizó por el Paso de Salto, localizado en la desembocadura del arroyo San Antonio. Este acontecimiento duró varios días. El Éxodo terminó en las costas del arroyo Ayuí Grande, como un campamento enorme que se ubicaba en lo que hoy se conoce por ciudad de Concordia en la República Argentina.
En 1817 el ejército portugués, al mando de Sebastián Barreto Pereira Pintos, fue a vigilar en Salto las tropas de Artigas, pero este ya había abandonado el campamento en septiembre de 1812, siendo el origen de la localidad de Salto como población continuada y permanente desde entonces.
A fines de 1814 Artigas se establece en su Cuartel general en Arerungua desde el cual son conocidas su correspondencia con las provincias argentinas que conformarán la Liga Federal.
A partir de la época independiente del Uruguay son conocidas las aventuras y gestas militares de Giuseppe Garibaldi durante la Guerra Grande con su reconocida Legión Italiana destacando su temeridad en las Batallas de Itapebi y San Antonio en 1846. La figura de Garibaldi emerge en este departamento y las consiguientes oleadas de inmigrantes italianos que se sucederán en las décadas posteriores conformando un afluente muy importante de la población salteña . La población en importancia descendiente de italianos es la segunda después de Montevideo en cuanto a número.
En septiembre de 1855 Salto durante la presidencia del país por parte de Venancio Flores se declara  un amotinamiento o rebeldía del departamento por 35 días ante el Jefe Político designado por el presidente lo que popularmente se le conoce como la República de Salto. Cuando asume provisoriamente el gobierno nacional Luis Lamas todo vuelve a la normalidad y no hay un indicio firme que ese acontecimiento haya sido un intento independentista.

## Clima
Salto se caracteriza por tener un clima templado húmedo, con precipitaciones repartidas durante todo el año. Los veranos son cálidos, con temperaturas máximas que superan los 40 °C, mientras que los inviernos son frescos, con temperaturas mínimas que ocasionalmente se ubican por debajo de los 0 °C.
| Parámetros climáticos promedio de Salto (normales 1991-2020) | Parámetros climáticos promedio de Salto (normales 1991-2020) | Parámetros climáticos promedio de Salto (normales 1991-2020) | Parámetros climáticos promedio de Salto (normales 1991-2020) | Parámetros climáticos promedio de Salto (normales 1991-2020) | Parámetros climáticos promedio de Salto (normales 1991-2020) | Parámetros climáticos promedio de Salto (normales 1991-2020) | Parámetros climáticos promedio de Salto (normales 1991-2020) | Parámetros climáticos promedio de Salto (normales 1991-2020) | Parámetros climáticos promedio de Salto (normales 1991-2020) | Parámetros climáticos promedio de Salto (normales 1991-2020) | Parámetros climáticos promedio de Salto (normales 1991-2020) | Parámetros climáticos promedio de Salto (normales 1991-2020) | Parámetros climáticos promedio de Salto (normales 1991-2020) |
| Mes                                                          | Ene.                                                         | Feb.                                                         | Mar.                                                         | Abr.                                                         | May.                                                         | Jun.                                                         | Jul.                                                         | Ago.                                                         | Sep.                                                         | Oct.                                                         | Nov.                                                         | Dic.                                                         | Anual                                                        |
| ------------------------------------------------------------ | ------------------------------------------------------------ | ------------------------------------------------------------ | ------------------------------------------------------------ | ------------------------------------------------------------ | ------------------------------------------------------------ | ------------------------------------------------------------ | ------------------------------------------------------------ | ------------------------------------------------------------ | ------------------------------------------------------------ | ------------------------------------------------------------ | ------------------------------------------------------------ | ------------------------------------------------------------ | ------------------------------------------------------------ |
| Temp. máx. media (°C)                                        | 32.2                                                         | 30.7                                                         | 29.0                                                         | 25.2                                                         | 21.1                                                         | 18.5                                                         | 18.1                                                         | 20.8                                                         | 22.4                                                         | 25.1                                                         | 28.3                                                         | 30.7                                                         | 25.2                                                         |
| Temp. media (°C)                                             | 25.6                                                         | 24.6                                                         | 22.7                                                         | 19.2                                                         | 15.7                                                         | 13.2                                                         | 12.6                                                         | 14.5                                                         | 16.1                                                         | 19.0                                                         | 21.7                                                         | 24.0                                                         | 19.1                                                         |
| Temp. mín. media (°C)                                        | 19.1                                                         | 18.4                                                         | 16.5                                                         | 13.4                                                         | 10.3                                                         | 8.0                                                          | 7.1                                                          | 8.2                                                          | 9.9                                                          | 12.9                                                         | 15.0                                                         | 17.3                                                         | 13.0                                                         |
| Precipitación total (mm)                                     | 130                                                          | 142                                                          | 128                                                          | 157                                                          | 105                                                          | 80                                                           | 55                                                           | 69                                                           | 86                                                           | 150                                                          | 131                                                          | 153                                                          | 1385.8                                                       |
| Días de precipitaciones (≥ 1mm)                              | 7                                                            | 7                                                            | 7                                                            | 7                                                            | 6                                                            | 5                                                            | 5                                                            | 5                                                            | 6                                                            | 8                                                            | 7                                                            | 7                                                            | 77                                                           |
| Humedad relativa (%)                                         | 63                                                           | 68                                                           | 72                                                           | 75                                                           | 78                                                           | 80                                                           | 78                                                           | 74                                                           | 72                                                           | 69                                                           | 67                                                           | 64                                                           | 72                                                           |
| Fuente: Instituto Uruguayo de Meteorología                   |                                                              |                                                              |                                                              |                                                              |                                                              |                                                              |                                                              |                                                              |                                                              |                                                              |                                                              |                                                              |                                                              |

## Población
Según el censo de 2023, la ciudad poseía 114 084 habitantes y 41 319 viviendas particulares. Junto a otras 9 localidades censales cercanas pero no conurbanadas, Salto alcanza los 118.519 habitantes en mayo de 2023. Esto la convierte en la tercera localidad más poblada de Uruguay, tras Montevideo y Ciudad de la Costa, la cuarta conurbación y la cuarta área metropolitana del país (después de Montevideo, Rivera-Santana y Punta del Este).
Según el censo anterior (2011), la ciudad contaba con una población de 104 028 personas, lo que implica un aumento del 8,8% en casi 12 años.
| 1 315         | 2 882 | 19 788 | 57 975 | 73 897 | 80 821 | 93 117 | 99 072 | 104 028 | 114 084 |
| (Fuente: INE) |       |        |        |        |        |        |        |         |         |

## Economía
Es el centro de la región de producción citrícola del país. La ciudad está rodeada de un cinturón de chacras dedicadas a la producción de estos frutos y otros, cuya maduración se ve favorecida por un clima más cálido que el del sur. La uva "Harriague", actualmente base de los vinos tannat, es la única variedad reconocida internacionalmente para el país.

## Servicios

### Salud
En el ámbito de la salud pública la ciudad cuenta con un hospital general de agudos, el Hospital Regional de Salto, centro de referencia para todo el departamento, que cuenta con 258 camas convencionales y 30 camas de cuidados y tratamiento intensivo.
A nivel privado, la Sociedad Médico Quirúrgica de Salto, cuenta con el Centro de Asistencia Médica (CAM), cuyos servicios son prestados en diferentes sanatorios de la ciudad: Sanatorio Salto, Sanatorio Panamericano y Sanatorio Uruguay, así como en otras dependencias privadas.

### Educación

#### Enseñanza secundaria

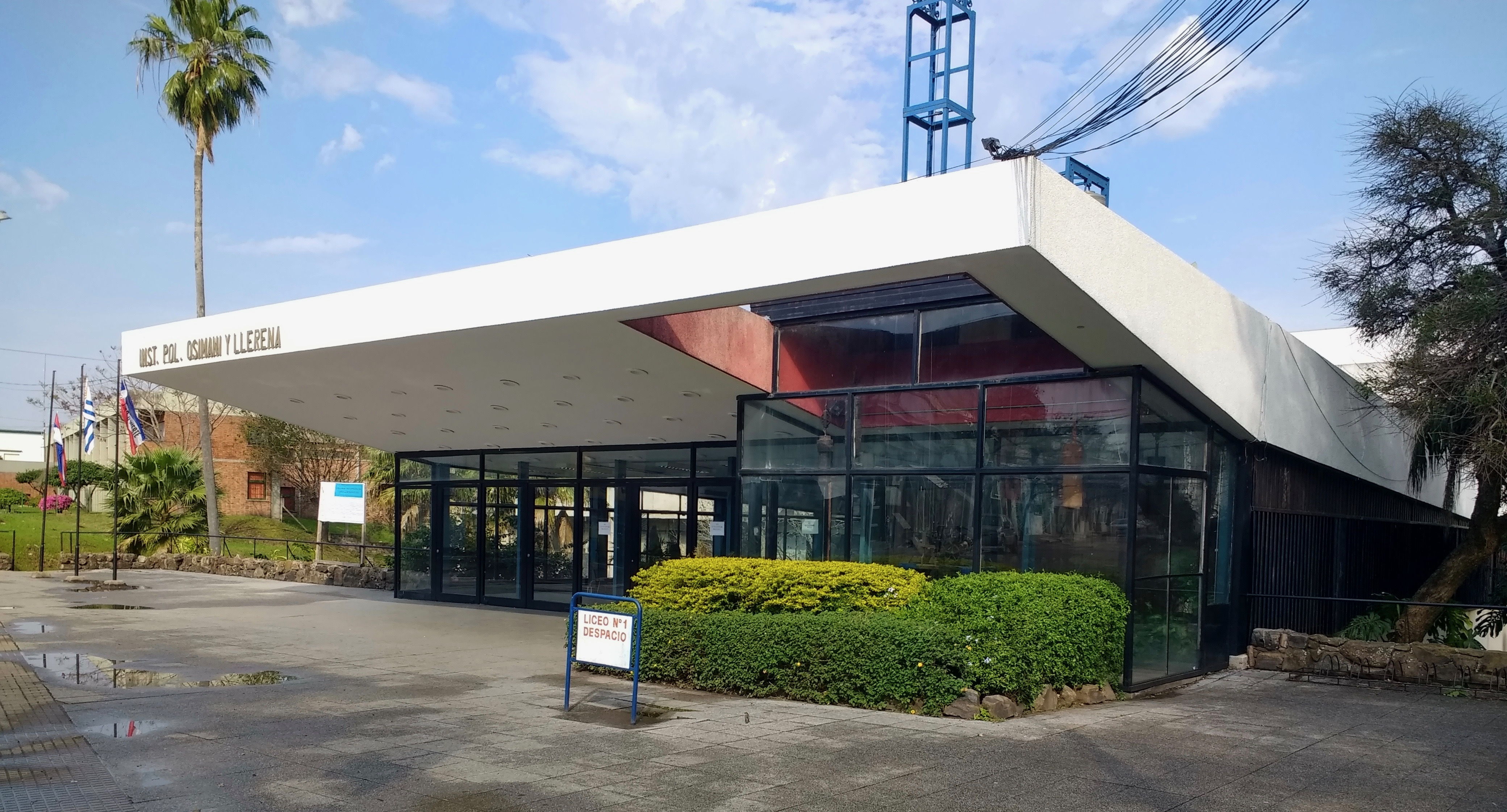
Liceo N.º 1

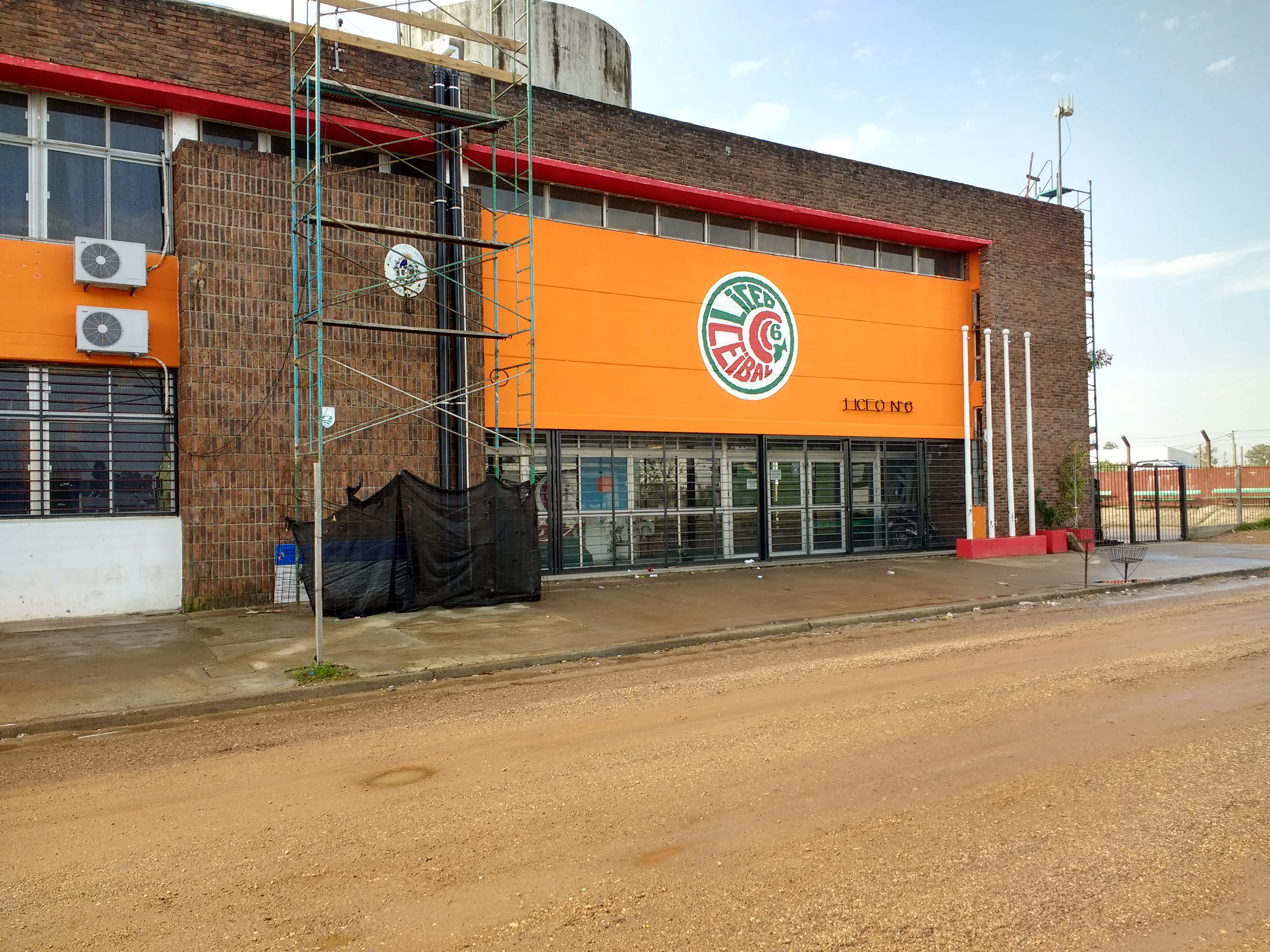
Liceo N.º 6

En este nivel educativo la ciudad cuenta con siete liceos públicos, dependientes del CES, que abarcan los diferentes niveles educativos, y se encuentran distribuidos en los diferentes barrios de la ciudad, ellos son:
- Liceo Nº 1 Departamental Instituto Politécnico Osimani y Llerena: fundado en 1873, comenzó a funcionar bajo la dirección del Presbítero español Emilio Pérez. Se encuentra en el Centro de la ciudad.
- Liceo Nº 2 Dr. Antonio Grompone: fundado en 1963, fue el segundo liceo de la ciudad, el cual surgió por iniciativa de una comisión de vecinos de la ciudad y docentes de la escuela N.º 5. Se encuentra ubicado en el barrio Cerro.
- Liceo Nº 3 José Pereira Rodríguez: fundado también en 1963, se ubica en la zona este de la ciudad.
- Liceo Nº 4 Horacio Quiroga: ubicado en el barrio Salto Nuevo, fue fundado en 1974
- Liceo Nº 5 Arq. Armando I. Barbieri: fundado en 1990, está ubicado en el Centro de Salto.
- Liceo Nº 6: fundado en 1994, ubicado en el barrio Ceibal.
- Liceo Nº 7: se trata de un liceo comunitario, ubicado en el barrio Artigas y comenzó a funcionar en junio de 2006.

#### Enseñanza técnica
Existen en la ciudad dos escuelas dependientes de UTU, las cuales brindan cursos de diferentes niveles: ciclo básico, bachillerato, cursos básicos, de formación profesional básica, formación profesional superior, tecnicaturas, entre otras. Ellas son:
- Escuela Tecnológica Superior de Administración y Servicios de Salto: la cual fue inaugurada en conjunto con el Centro Regional de Profesores el 26 de mayo de 1997 y cuenta además; con cursos de Ciclo Básico Tecnológico.
- Escuela Técnica Superior Catalina Harriague de Castaños: fundada el 29 de septiembre de 1924.
- Instituto Tecnológico CTC Salto: desde 1994 a la fecha, en un convenio educativo con la Universidad ORT Uruguay, es actualmente uno de los cuatro Centros de Educación independientes de carreras técnicas, con títulos certificables por Universidad ORT.[14]

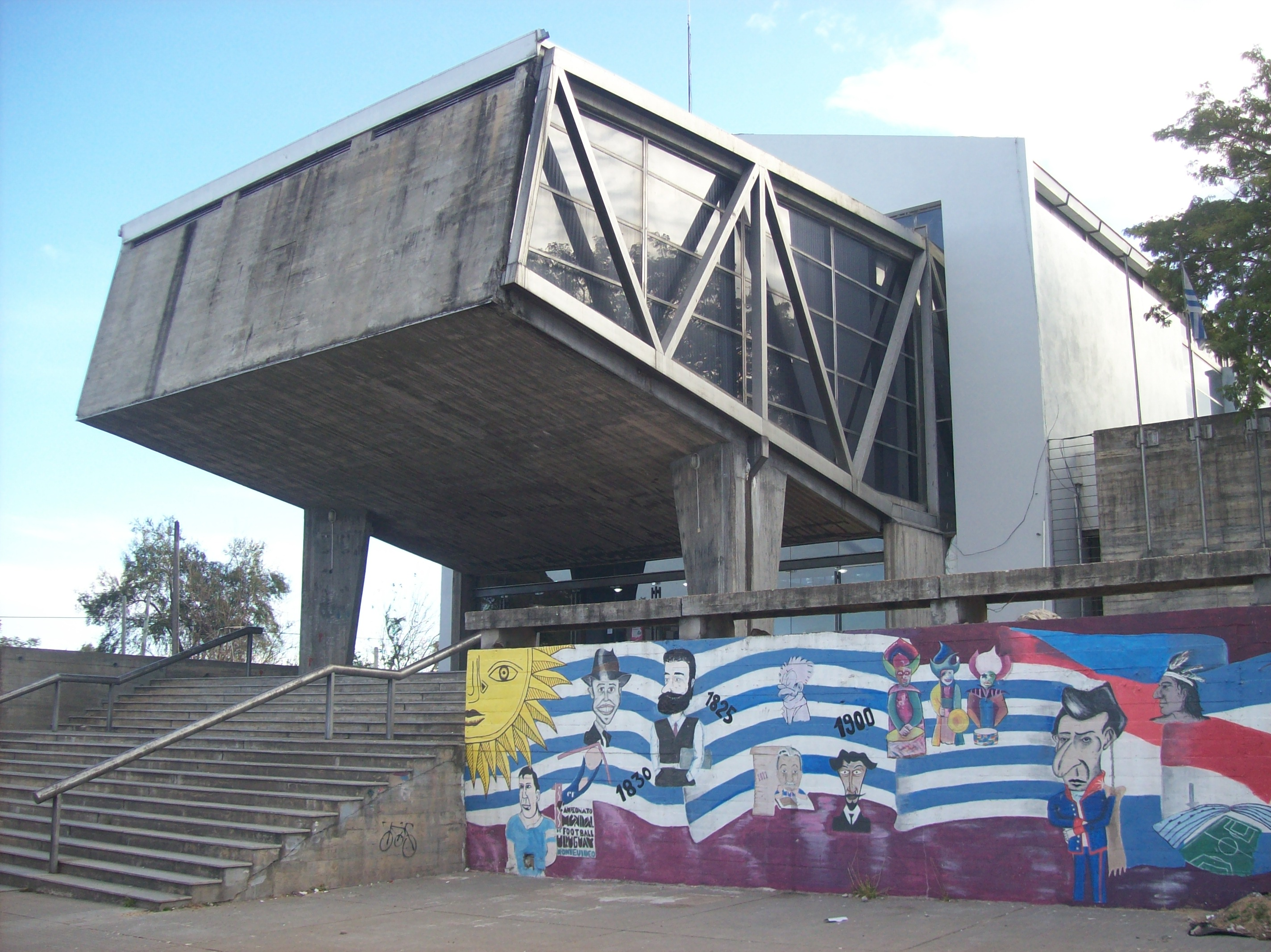
Centro Regional de Profesores de Salto.

#### Formación docente
En este ámbito tienen sede en la ciudad dos importantes centros: el Instituto de Formación Docente de Salto (IFD) y el Centro Regional de Profesores del Litoral (CERP).
El Instituto de Formación Docente de Salto fue fundado el 28 de marzo de 1963 por resolución del Consejo de Educación Primaria y Normal, y comenzó a funcionar oficialmente el 24 de agosto de ese mismo año en el local de la escuela N.º 1 de la ciudad, pasando a funcionar en su actual local de la calle Uruguay 335 en el año 1970. Esta institución tiene a su cargo la formación de maestros de enseñanza primaria. En 1998 el centro fue denominado Rosa Silvestri.
El CERP del Litoral fue fundado el 26 de mayo de 1997 en el local de la Intendencia Municipal de Salto conocido como "Palacio Córdoba". El 14 de diciembre de 2001 el Centro inaugura su edificio propio, localizado en la calle Florencio Sánchez esquina Cervantes, N° 398. Tiene como cometido la formación inicial de docentes para la enseñanza media en diferentes especialidades y áreas de conocimiento. El CERP del Litoral contó con 120 alumnos en su primera generación y un plantel de diez docentes. Actualmente cuenta con 750 alumnos y 101 docentes, habiendo egresado entre los años 1999 - 2008:  680 profesores.

#### Enseñanza universitaria
Tienen sede en la ciudad de Salto, dos importantes universidades del país:
- Universidad de la República: a través de la denominada Regional Norte, con las facultades de: Derecho, Ciencias Sociales, Humanidades, Enfermería, Medicina, Psicología, Odontología, Arquitectura, Química, Agronomía y la Escuela Universitaria de Música.[18]
- Universidad Católica, donde funcionan la Facultad de Ciencias Empresariales y la Facultad de Ingeniería y Tecnologías.

### Seguridad
El mantenimiento del orden público y la prevención de los delitos en la ciudad está a cargo de las seccionales policiales 1.ª, 2.ª, 3.ª, 4.ª y 5.ª que cubren toda el área de la ciudad y dependen de la Jefatura de Policía de Salto. Esta última fue creada por ley n.º 158 del 16 de junio de 1837. Su actual edificio ubicado en la calle Artigas, fue inaugurado en diciembre de 1965.

## Transporte

### Aéreo

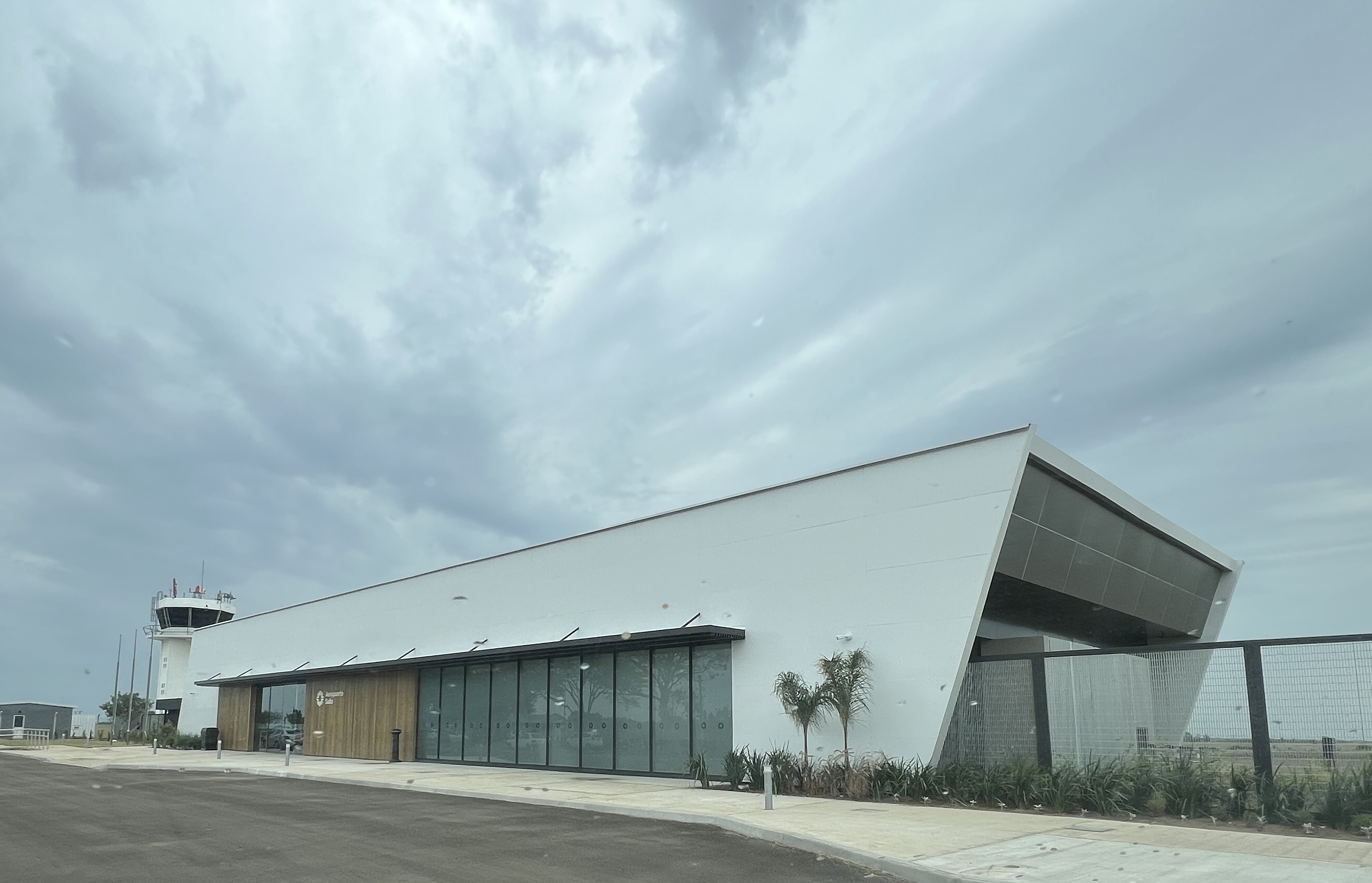
Terminal del Aeropuerto Internacional Nueva Hespérides, 2024.

El Aeropuerto Internacional Nueva Hespérides, que se encuentra a las afueras de la ciudad, ofrece vuelos directos a Montevideo desde octubre de 2024.

### Terrestre

#### Interdepartamental
La terminal de ómbibus ubicada junto al centro comercial Salto Shopping, atiende servicios de autobuses interdepartamentales provenientes de diferentes partes del país y países vecinos.

#### Servicio urbano
Son 14 las líneas locales que unen los diferentes barrios de la ciudad, éstas son operadas directamente por la Intendencia de Salto desde la década de 1960. Las líneas urbanas son las siguientes:
- Línea 1: Parque / Nacional o Apolon / Nacional.
- Línea 2: Ceibal - Salto Nuevo por Shopping.
- Línea 3: Ceibal Sur - Centro Centro - Ceibal Sur.
- Línea 4: Termas Dayman - Puerto.
- Línea 5: Ceibal Cien Manzanas - Salto Nuevo - Centro.
- Línea 6: Cerro Brum Parque Shopping - Centro.
- Línea 7: B: Uruguay Directo o B: Williams / Saladero.
- Línea 8: Hipódromo - Puerto.
- Línea 9: Barrio Horacio Quiroga - Hospital - Centro.
- Línea 10: Barrio El Volcán, Williams Goslino / Centro.
- Línea 11: Reyles - Centro.
- Línea 12: B: Dos Naciones - Cementerio Central.
- Línea 14: B: Calafi - Centro.
- Línea: Arenitas Blancas / Plaza Artigas.

## Personas destacadas

### Arquitectos
- Román Fresnedo Siri
- Néstor Minutti

### Deportistas
- José Leandro Andrade
- Edinson Cavani
- Irineo Leguisamo
- Federico Moreira
- Pedro Virgilio Rocha
- Juan Pablo Silveira
- Luis Suárez

### Escritores
- Enrique Amorim
- Marosa di Giorgio
- Leonardo Garet
- Antonio Grompone
- Victor Lima
- Felisa Lisasola
- Horacio Quiroga
- Rosalba Oxandabarat
- María Inés Silva Vila

### Músicos
- Amalia Zaldúa

### Pintores
- Carmelo de Arzadún
- Lacy Duarte
- José Gallino

### Políticos
- Nicolás Albertoni
- Lucía Etcheverry
- Ramón Fonticiella
- Francisco Forteza
- Andrés Lima
- Eduardo Malaquina
- Fernando Oliú
- Santiago Rompani
- Feliciano Viera, Presidente de la República 1915-1919

## Arquitectura destacada

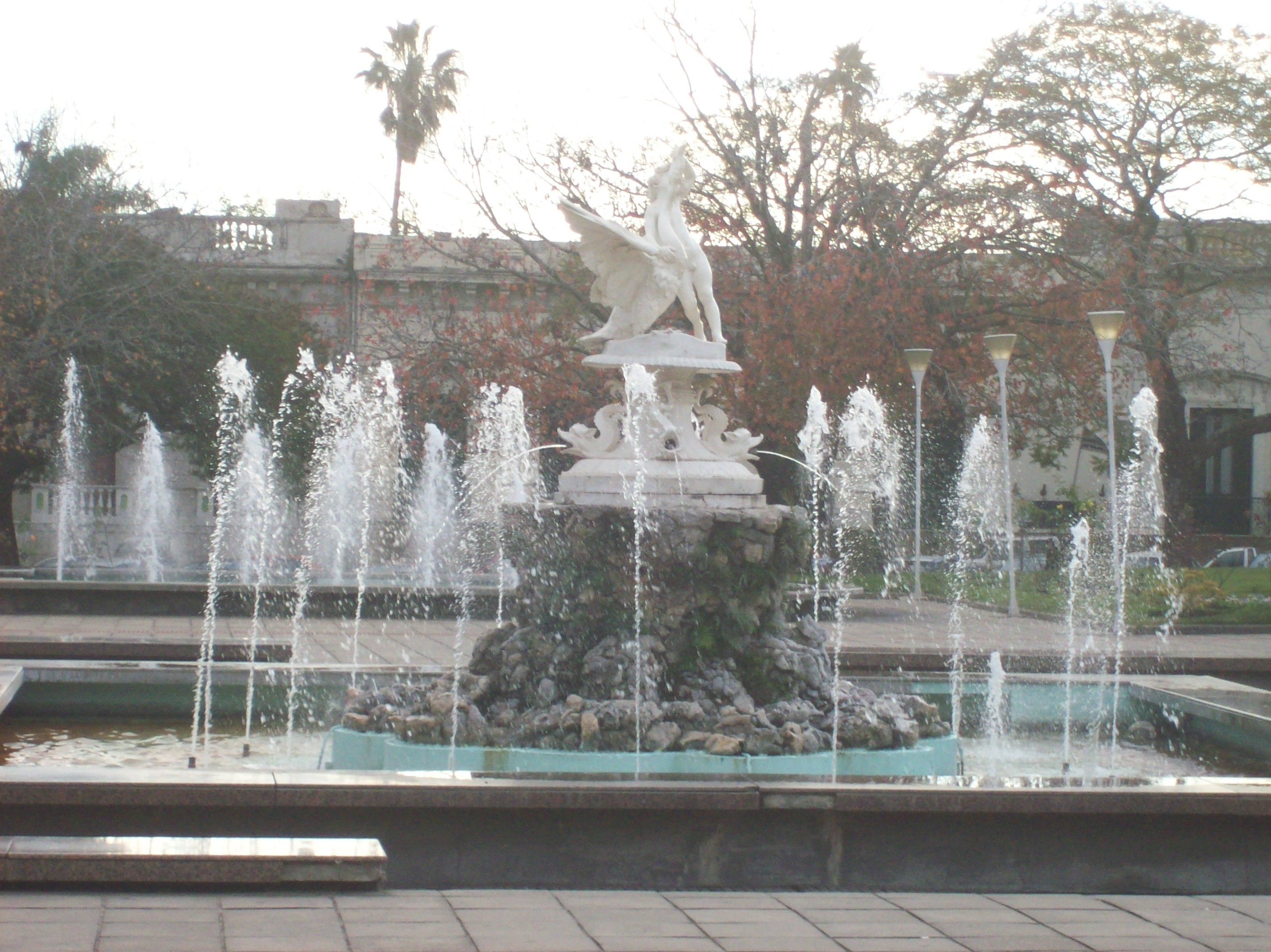
Plaza 33 en la ciudad de Salto en Uruguay

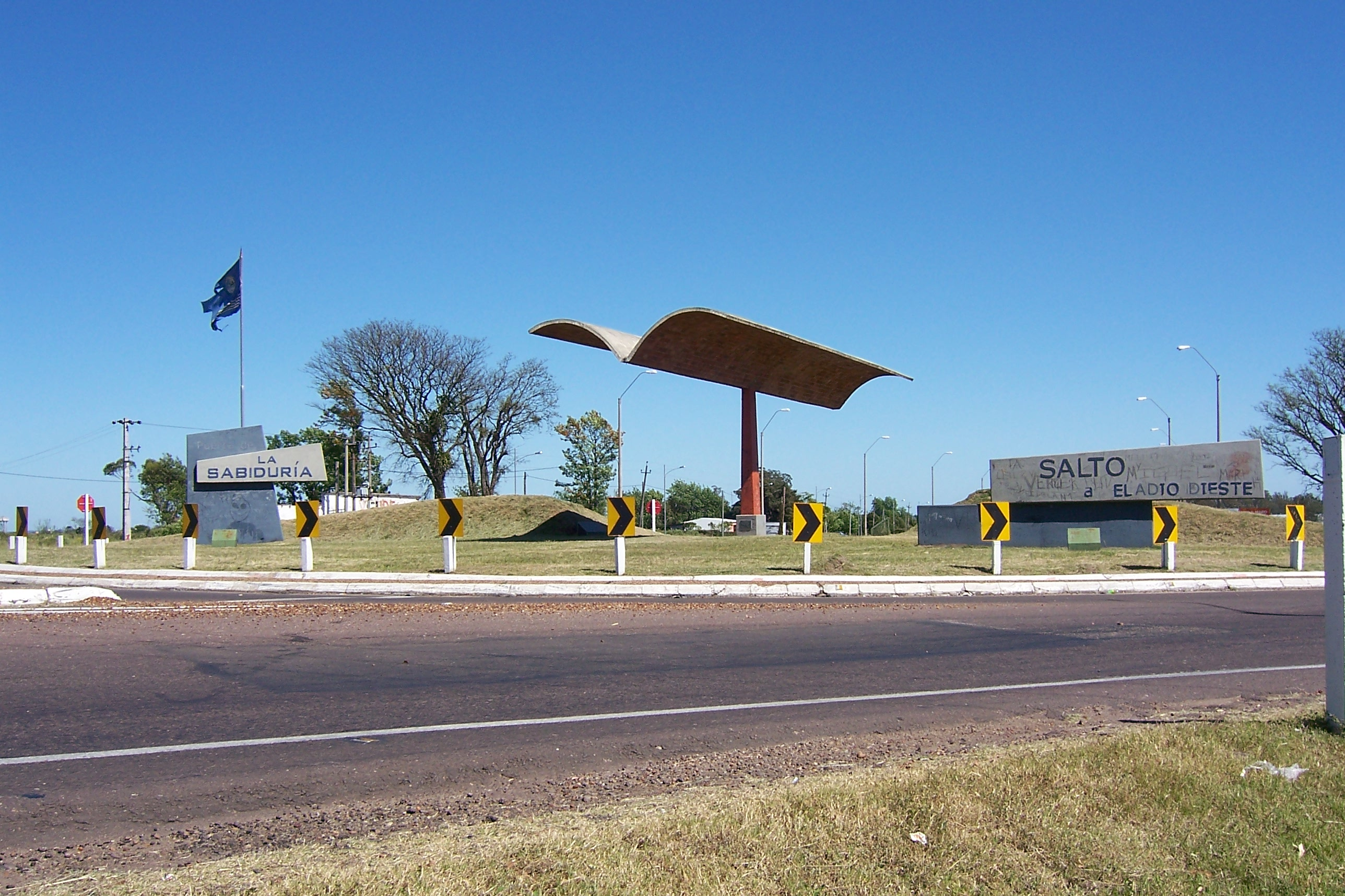
Homenaje a Eladio Dieste en Salto

El centro de la ciudad se extiende sobre la calle Uruguay, que concentra la actividad comercial, y en sus cercanías muchos edificios históricos relevantes, la Plaza Artigas y el edificio de apartamentos llamado "El Mirador", el más alto de la ciudad, inaugurado en 2007.
Merece visitarse la Iglesia Catedral de San Juan Bautista de Salto.
A la entrada de la ciudad existe un monumento en homenaje al ingeniero Eladio Dieste, denominado La puerta de la sabiduría y conocido comúnmente como "La gaviota", que se construyó trasladando una estructura construida para las instalaciones de la estación de servicio de Barbieri y Leggire, firma comercial hoy desaparecida. Se ubica en la intersección de las rutas nacionales N° 3 y N° 31 con la avenida Pascual Harriague, que lleva el nombre de quién introdujo en Uruguay el cultivo de la uva que lleva su apellido.
Salto se caracteriza por tener un gran número de obras del ingeniero Eladio Dieste,entre ellos depósitos industriales, un parador (costanera Norte) y la terminal de bus urbana.

## Otros datos de interés
- Al norte de la ciudad de Salto se ubica la represa de Salto Grande, construida y mantenida en colaboración con Argentina, la cual une a Salto con Concordia, ciudades hermanadas por un puente internacional.Parque del Lago, Represa de Salto Grande

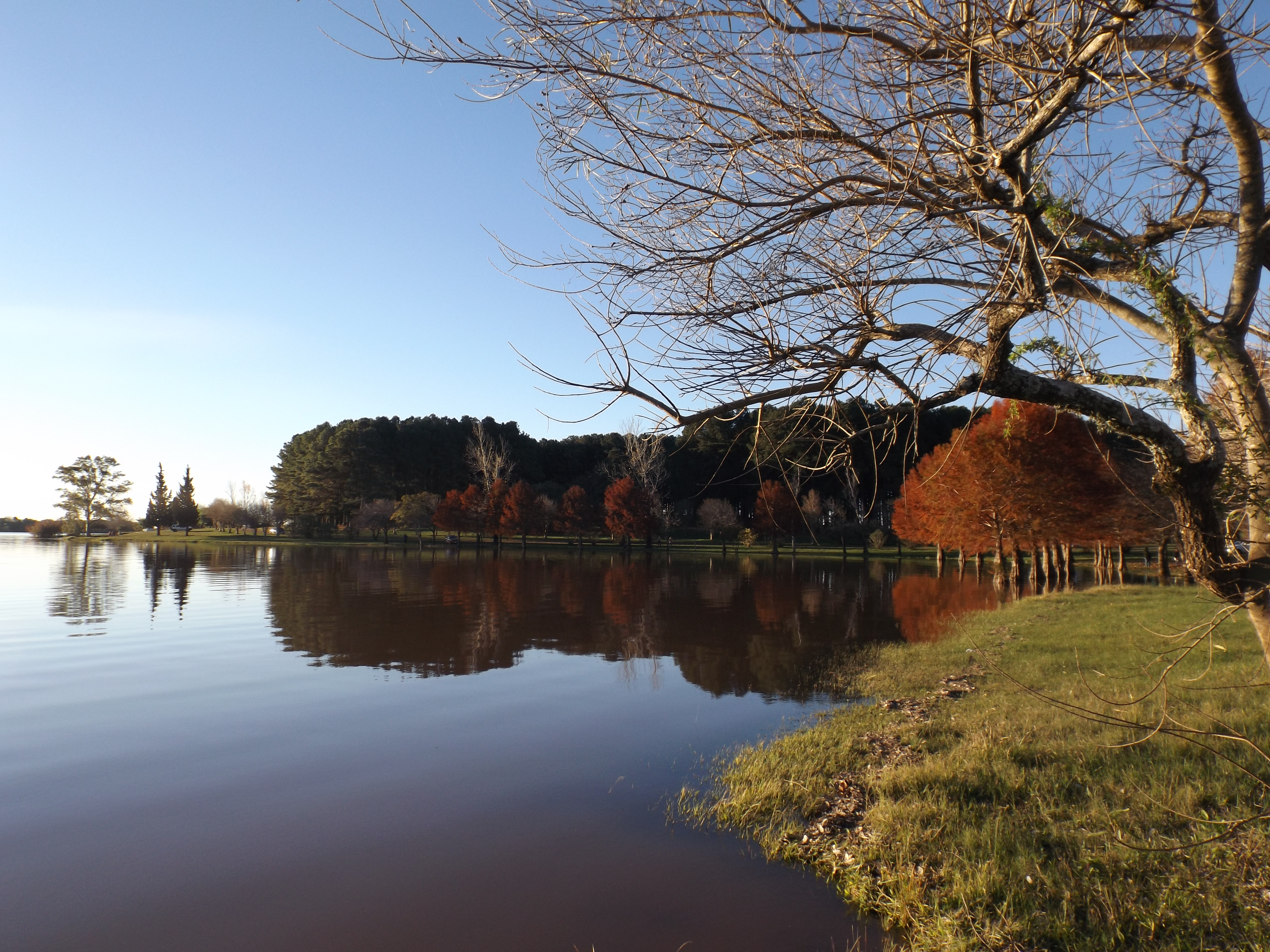
Parque del Lago, Represa de Salto Grande

- El lago-embalse formado por la Represa de Salto Grande brinda excelentes posibilidades para los deportes náuticos, en él se encuentran dos puertos deportivos.

## Ciudades hermanas
- 2007,  Salto, Argentina.[24]
- 2011,  Goya, Argentina.[25]
- 2013,  Penafiel, Portugal.[26][27]
- 2014,  Putla Villa de Guerrero, México.[28]
- 2014,   Palenque, México.[29]